# Benedikt Konstantinowitsch Liwschiz

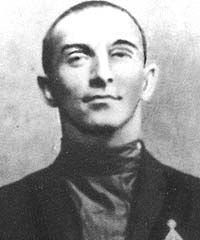
Benedikt Liwschiz

Benedikt Konstantinowitsch Liwschiz, auch Lifschitz (russisch Бенеди́кт Константи́нович Ли́вшиц; * 25. Dezember 1886jul. / 6. Januar 1887greg. in Odessa; † 21. September 1938 in Leningrad), war ein russischer Schriftsteller, Dichter und Übersetzer aus dem Französischen.

## Leben und Werk
Liwschitz studierte Recht an der Universität Kiew und bewunderte die modernistischen französischen Künstler und Literaten, insbesondere Arthur Rimbaud. Seine ersten eigenen Gedichte veröffentlichte er 1909. Liwschiz gehörte der Hyläa-Gruppe an. Seine Erinnerungen erschienen 1933 unter dem Titel Der anderthalbäugige Schütze. Während der Stalinschen Säuberungen wurde er verhaftet und am 21. September 1938 als angeblicher Volksfeind hingerichtet.
Am 14. Juli 1921 hatte Benedikt Liwschiz die damals 19-jährige Ekaterina Konstantinovna Skachkova-Gurinovskaya (1902–1987) geheiratet. Ihr Sohn Kyrill kam am 25. Dezember 1925 zur Welt.

## Werke (Auswahl)
- Der eineinhalbäugige Schütze (Memoiren, 1933)

In Sammelbänden:
- Gedichtbeitrag in Eine Ohrfeige dem öffentlichen Geschmack (1912)